# Kefar Szold
Kefar Szold (hebr. כפר סאלד) – kibuc położony w samorządzie regionu Ha-Galil ha-Eljon, w Dystrykcie Północnym, w Izraelu.
Leży w Dolinie Chula, na północy Górnej Galilei.
Członek Ruchu Kibuców (Ha-Tenu’a ha-Kibbucit).

## Historia
Kibuc został założony w 1942 przez imigrantów z Węgier, Austrii i Niemiec.

## Gospodarka
Gospodarka kibucu opiera się na rolnictwie i turystyce.